# 巴恩格拉
巴恩格拉（或稱彭戈拉、邦拉，旁遮普語： ਭੰਗੜਾ, بھنگڑا, bhaṅgṛā）是起源於南亞旁遮普地區錫克教徒的傳統舞蹈。巴恩格拉在傳統意義上是一種民間舞蹈，而不是一種音樂形式。原本巴恩格拉是丰收节（Vaisakhi）的慶祝舞蹈，但現在演變成也可以是一種表演形式。
旁遮普地區的舞蹈，帶有當地一種多爾鼓（Dhol）的伴奏，就稱之為巴恩格拉。這種舞蹈慢慢地傳遍至其他地區，以至於各地都有些許不同的演變，形成了各地獨特的區域民俗舞蹈形式。因此，巴恩格拉不再只是旁遮普地區春季收成的節慶舞蹈，而是各地主要節慶都會出現的舞蹈。